# Папужник віті-левуйський
Папу́жник віті-левуйський (Erythrura kleinschmidti) — вид горобцеподібних птахів родини астрильдових (Estrildidae). Ендемік Фіджі. Вид названий на честь ніиецького натураліста Теодора Кляйншмідта.

## Опис

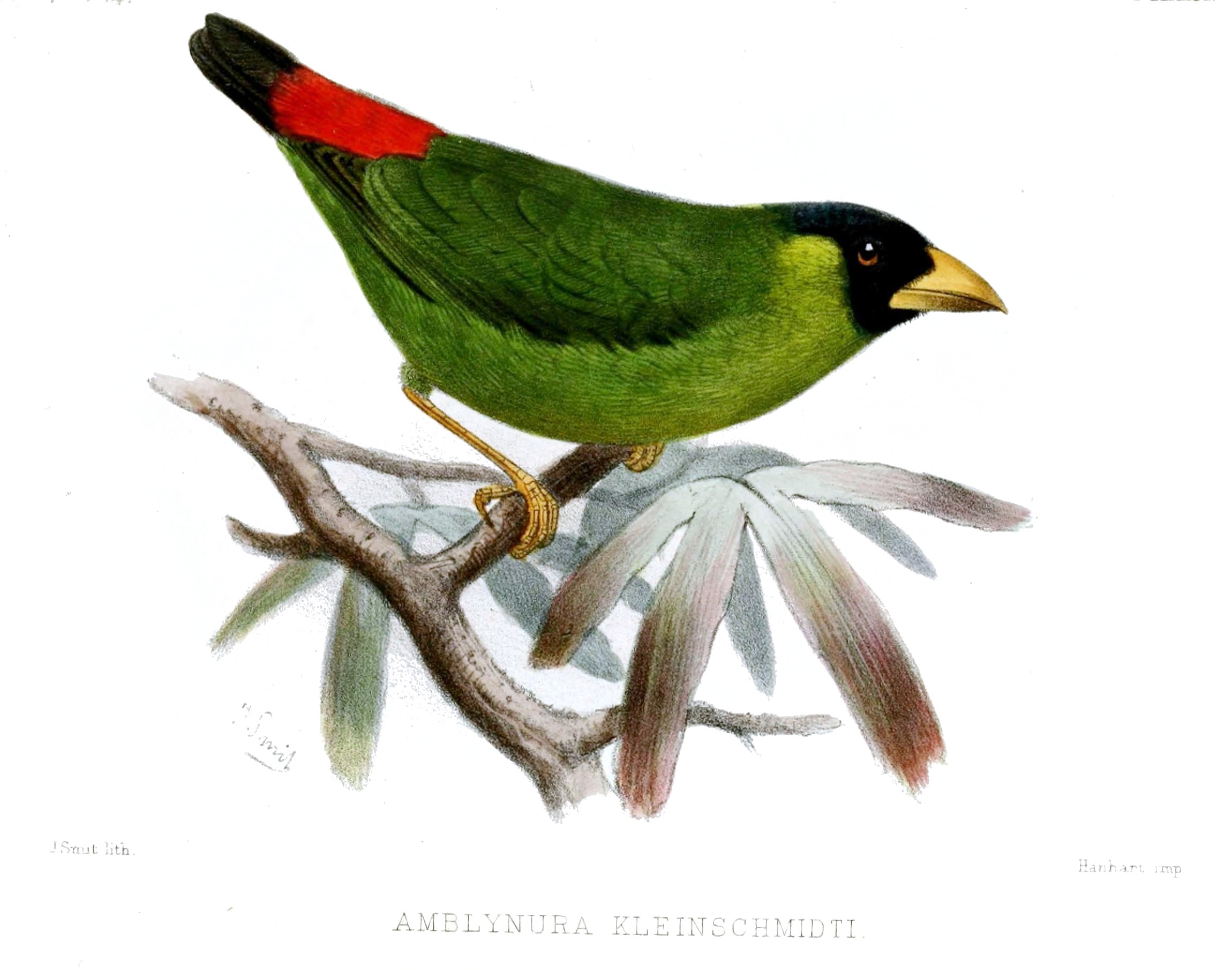
Віті-левуйський папужник

Довжина птаха становить 11 см, вага 15 г. Виду не притаманний статевий диморфізм. Забарвлення переважно оливково-зелене, лоб, обличчя, щоки і підборіддя чорні, тім'я і потилиця темно-сині, надхвістя і верхні покривні пера хвоста яскраво-червоні. Хвіст чорний, чорно-бурий. Очі темно-карі, дзьоб міцний, жовтувато-тілесного кольору з темним кінчиком. Молоді птахи мають більш тьмяне забарвлення, нижня частина тіла у них має коричнюватий відтінок.

## Поширення і екологія
Віті-левуйські папужники живуть у первинних вологих тропічних лісах в центрі і на сході острова Віті-Леву. У 2012 році вони також спостерігалися на островах Ясава. Віті-левуйські папужники зустрічаються поодинці. парами або невеликими сімейними зграйками. Ведуть переважно осілий спосіб життя, під час негніздового періоду іноді приєднуються до змішаних зграй птахів. На відміну від інших папужників і більшості астрильдових, віті-левуйські папужники живляться переважно комахами, яких шукають на стовбурах дерев і серед ліан, використовуючи свій великий дзьоб, щоб зривати кору, а також бутонами, ягодами і плодами. Гніздо куполоподібне з бічним входом.

## Збереження
МСОП класифікує цей вид як вразливий. За оцінками дослідників, популяція віті-левуйських папужників становить від 3500 до 15000 птахів. Їм загрожує знищення природного середовища.